# Касаи рекс
Касаи Рекс е криптид, който се твърди, че е оцелял месояден динозавър в Африка. Има различни описания на него и само оригиналните са приети от повечето криптозооложки организации.

## Случаят Джон Джонсън
През 1932 Джон Джонсън (понякога превеждано като Йохансон), шведски плантатор пътувал със служител в долината Касаи, Белгийско Конго(сега Демократична Република Конго). Те се срещнали случайно с носорог и докато се опитвали да преминат покрай него, били изненадани от огромно същество, което излязло от гората и атакувало носорога. Служителят му избягал, а Джон изпаднал в безсъзнание. Когато се събудил видял как съществото яло носорога. „То беше с червеникав цвят, с черно-цветни ивици.“ - казал по-късно. „Имаше дълга муцуна и много зъби.“ Той решил, че създанието, което било 13 м(43фута) е Тиранозавър. Той казвал „Краката му бяха дебели, които ми напомниха на лъв, създаден за скорост.“